# Софроницкий, Владимир Владимирович
Влади́мир Влади́мирович Софрони́цкий (25 апреля [8 мая] 1901, Санкт-Петербург — 29 августа 1961, Москва) — русский советский пианист и педагог, профессор Ленинградской консерватории (с 1936 года) и Московской консерватории (с 1942 года). Заслуженный деятель искусств РСФСР (1942). Лауреат Сталинской премии первой степени (1943).

## Биография
Владимир Софроницкий родился в семье Владимира Николаевича (1869 — после 1941) и Веры Александровой Софроницких. Отец учился на физико-математическом факультете Новороссийского университета, работал преподавателем математики и физики в Смольном институте благородных девиц; мать приходилась внучатой племянницей иконописцу В. Л. Боровиковскому. Владимир был младшим сыном; до него в семье родились три дочери: Елена (1898—?), Наталья (1899—1979), Вера (1901—?).
В 1903 году семья переехала в Варшаву, где Софроницкий несколько лет спустя начал учиться игре на фортепиано сначала у А. В. Лебедевой-Гецевич. Затем, по совету А. К. Глазунова, стал заниматься у профессора Варшавской консерватории А. Михаловского. Даже когда семья в 1913 году вернулась в Санкт-Петербург, Владимир Софроницкий оставался учеником Михаловского и ежемесячно ездил в Польшу для уроков игры на фортепиано — вплоть до начала Первой мировой войны.
В 1916 году поступил в Петроградскую консерваторию в класс профессора Леонида Владимировича Николаева, среди его однокурсников были Дмитрий Шостакович и Мария Юдина. Композиции он обучался в классе М. О. Штейнберга. С 1917 года его однокурсницей по классу фортепиано стала старшая дочь Александра Скрябина, Елена (1900—1990), на которой он женился в 1920 году. Во время учебы он регулярно давал концерты и заслужил признание многих музыкантов. В 1921 году успешно завершил обучение и получил высшую награду за свой последний концерт, который он исполнил вместе с Марией Юдиной. Этот выпускной концерт, на котором оба выпускника исполнили си-минорную сонату Ференца Листа для фортепиано, Шостакович вспоминал «как одно из самых сильных музыкальных впечатлений своей юности».
В 1928 году Софроницкий совершил турне в Париж. Его концерты сопровождались полным признанием его таланта и мастерства. В Париже он подружился с Сергеем Прокофьевым и Николаем Метнером. Впоследствии Софроницкий побывал на Западе лишь однажды, когда по распоряжению Сталина его пригласили играть на Потсдамской конференции в 1945 году.
В январе 1930 года, по возвращении в Ленинград, Софроницкий занялся преподавательской деятельностью. В 1936 году получил звание профессора консерватории, а в июне 1938 ― учёную степень доктора музыки. В 1937 году сыграл серию из 12 концертов, исполнив музыку от Букстехуде до Шостаковича.
Во время Великой Отечественной войны, в блокадном Ленинграде, 12 декабря 1941 года состоялся необычный концерт; Софроницкий вспоминал: «В зале театра им. Пушкина — было 3 градуса мороза. Играть пришлось в перчатках с вырезанными кончиками пальцев… Но как меня слушали, как мне игралось!» В апреле 1942 года его с истощением 1-й степени вывезли по «воздушному мосту» из блокадного Ленинграда в Москву.
С 1942 года Софроницкий был профессором Московской консерватории; среди его студенток была Валентина Николаевна Душинова (1921—1964), ставшая его второй женой. В том же году он получил звание заслуженного деятеля искусств, Сталинскую премию и высшую правительственную награду страны — орден Ленина. Его концерты проходили в основном в Москве, а после войны и в Ленинграде.
Среди многочисленных выступлений Софроницкого выделяются циклы концертов в 1949 и 1953 годах, приуроченные к юбилеям Ф. Шопена и Ф. Шуберта. Его выступления именовались поклонниками его искусства «музыкальным гипнозом», «поэтической нирваной», «духовной литургией».
Софроницкий вёл замкнутый образ жизни, общаясь только с близкими друзьями. В 1950-е годы болезнь пианиста неоднократно заставляла прерывать концертную деятельность. Концерты 7 января (в музее Скрябина) и 9 января 1961 года (в Малом зале Московской консерватории) стали последними; 29 августа 1961 года после тяжёлой болезни Владимир Софроницкий скончался. Похоронен в Москве на Новодевичьем кладбище (участок № 8).
Дети от первого брака — Александр (1921—1995) и Роксана (1937-2025), от второго — Вивиана (род. 1960).

## Творчество
Софроницкий — один из крупнейших советских музыкантов, оказавших большое влияние на дальнейшее развитие пианистической культуры в стране. Он прославился интерпретацией произведений композиторов-романтиков, таких как Роберт Шуман, С. В. Рахманинов, а также сочинений А. Н. Скрябина. Сохранился ряд записей Софроницкого, свидетельствующих о его незаурядном мастерстве и глубокой индивидуальности исполнения.

## Награды и премии
- Сталинская премия первой степени (1943) — за концертно-исполнительскую деятельность.[4]
- Заслуженный деятель искусств РСФСР (27.10.1942).
- Орден Ленина (28.12.1946).
- Два ордена «Знак Почёта» (01.06.1940[5] и 17.11.1949[6]).

## Интересные факты
Софроницкий известен также как автор палиндромов — фраз-перевертышей, которые читаются одинаково с конца и с начала. Некоторые из его находок: «Не пошл Шопен», «А Лист — сила!», «Хил, худ он, но дух лих», «Давид, иди в ад!», «Он в аду давно», «Лёша на полке клопа нашёл», «Он пел о Киле великолепно», «Аргентина манит негра», «Велика Анна аки лев», «Но невидим архангел, мороз узором лег на храм, и дивен он», «Велик Оборин, он и робок и Лев», и многие другие.